# Alexander Nanau
Alexander Nanau (n. 18 mai 1979, București, România) este un regizor de film, producător și scenarist german, născut în România.

## Biografie
Alexander Nanau s-a născut în data de 18 mai 1979, la București. Din 1990 locuiește în Germania. El a studiat regia la renumită Academie Germană de Film și Televiziune din Berlin (DFFB) și a fost deținătorul a două burse la Institutul Sundance, respectiv Academia de Artă (Akademie der Künste) din Berlin. În 2007 a înființat în România casa de producție Alexander Nanau Production. Filmul său documentar, Lumea văzută de Ion B., a câștigat, în 2010, premiul Emmy Internațional la prestigioasa categoria „Arts Programming”, iar Toto și surorile lui, un alt documentar al lui Nanau, a fost nominalizat la Premiile Academiei Europene de Film în 2015. Cel din urmă a avut o distribuție internațională numeroasă și a avut succes în rândul festivalurilor din întreaga lume. Nanau a fost director de imagine pentru documentarul francez-german Nothingwood, filmat în Afganistan, care a avut premiera la Cannes în 2017, în selecția Quinzaine des Réalisateurs. Filmul său documentar Colectiv a câștigat în 2020 Premiul Academiei Europene de Film la categoria „cel mai bun documentar” și este primul film românesc nominalizat la Premiile Oscar, în 2 categorii („Cel mai bun film internațional” și „Cel mai bun film documentar”).

## Filmografie

### Ca asistent de regie
- Fremder Freund (asistent de regie) (2003)[13]
- Dornröschen erwacht (film) (2006)[14]

### Ca regizor
- Peter Zadek pune în scenă Peer Gynt (titlul original: Peter Zadek inszeniert Peer Gynt) (documentar, 2006)[15]
- Lumea văzută de Ion B. (documentar, 2009)
- Toto și surorile lui (documentar) (2014)
- Colectiv (documentar) (2019)

### Ca scenarist
- Peter Zadek pune în scenă Peer Gynt (documentar, 2006)[16]
- Lumea văzută de Ion B. (documentar, 2009)
- Toto și surorile lui (documentar, 2014)
- Colectiv (documentar, 2019)

### Ca director de imagine
- Lumea văzută de Ion B. (documentar, 2009)